# Liste des évêques de Christchurch
La liste des évêques de Christchurch recense les noms des évêques catholiques qui se sont succédé sur le siège épiscopal de Christchurch, en Nouvelle-Zélande, depuis la fondation du diocèse de Christchurch (Dioecesis Christopolitana) le 5 mai 187 par détachement de celui de Wellington.

## Sont évêques
- 13 mai 1887-† 11 mars 1915 : John Grimes (John Joseph Grimes)
- 27 novembre 1915-† 11 octobre 1943 : Matthew Brodie (Matthew Joseph Brodie)
- 16 mars 1944-5 avril 1950 : Patrick Lyons (Patrick Francis Lyons)
- 18 avril 1950-† 28 janvier 1964 : Edward Joyce (Edward Michaël Joyce)
- 11 juillet 1964-4 juillet 1985 : Brian Ashby (Brian Patrick Ashby)
- 4 juillet 1985-† 1er février 1987 : Denis Hanrahan (Denis William Hanrahan)
- 30 mars 1987-15 décembre 1995 : John Meeking (John Basil Meeking)
- 4 mai 2007-† 13 février 2016 : Barry Jones (Barry Philip Jones)
- 5 décembre 2017-1er janvier 2021 : Paul Martin, SM
- depuis le 21 mai 2022 : Michael Andrew Gielen

## Sources
- Fiche du diocèse sur catholic-hierarchy.org